# One More Time…
One More Time… — майбутній дев'ятий студійний альбом американського поп-панк-гурту Blink-182, реліз якого відбудеться 20 жовтня 2023 року на лейблі Columbia Records. Альбом знаменує повернення гітариста/вокаліста Тома Делонга, який вперше за сім років возз'єднав найвідоміший склад гурту. Делонг повернувся до гурту після того, як у 2021 році басисту/вокалісту Марку Гоппусу поставили діагноз «рак». Після цього діагнозу троє знову зібралися, щоб подолати старі суперечки, що призвело до повернення ДеЛонга до гурту. Це також їхній перший альбом, продюсером якого став барабанщик Тревіс Баркер.
One More Time… наразі було промотовано п'ятьма синглами; «Edging», «One More Time», «More Than You Know», «Dance with Me» і «Fell in Love».

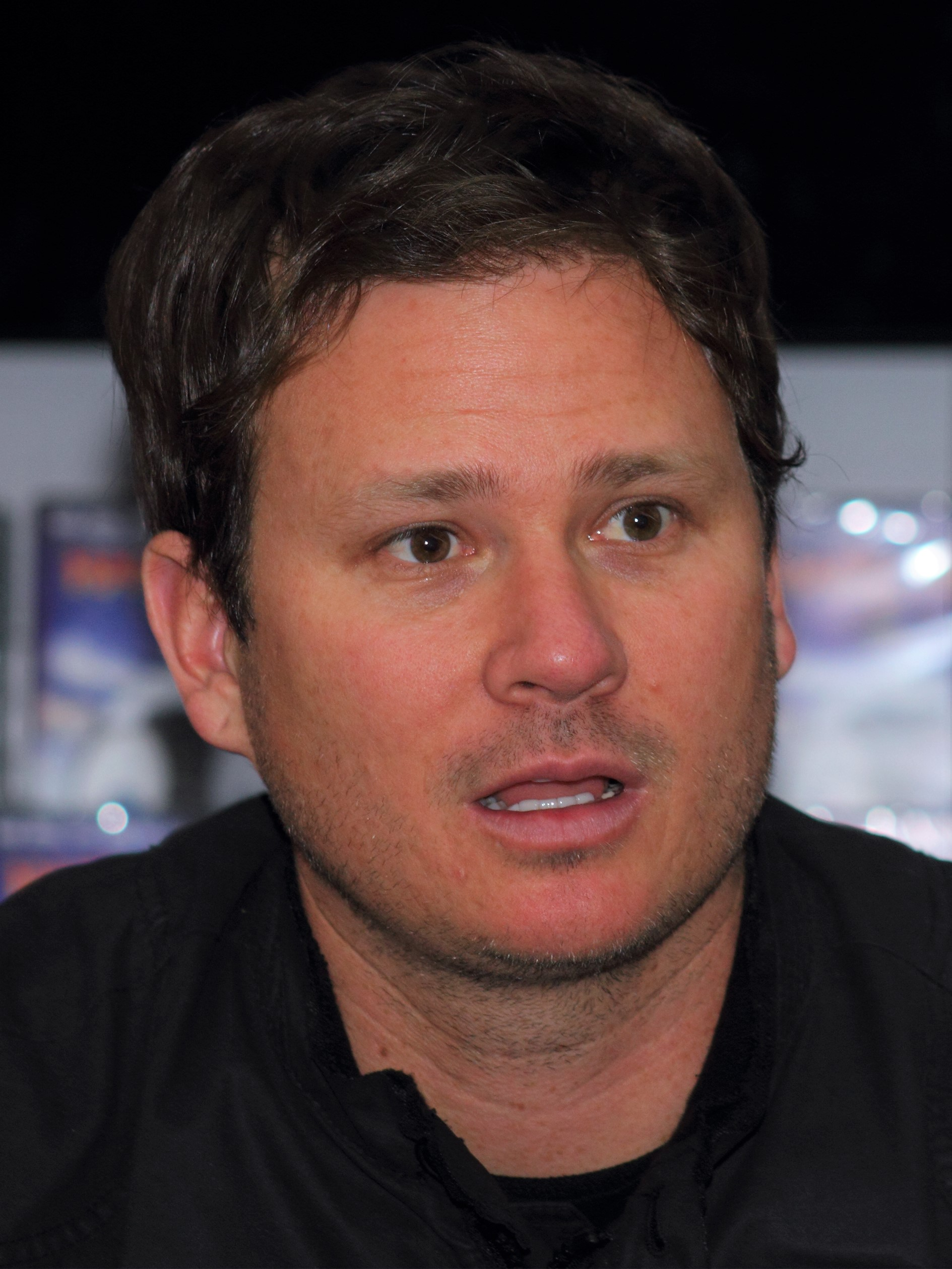
Гітарист Том ДеЛонг повернувся до групи після семирічної відсутності.

Blink-182 досягли основного успіху в 1999 році зі своїм третім альбомом Enema of the State і продовжили цей успіх у новому тисячолітті з Take Off Your Pants and Jacket у 2001 році та альбомом без назви у 2003 році. Протягом цього часу між його основними учасниками, включаючи гітариста Тома ДеЛонга, басиста Марка Гоппуса та барабанщика Тревіса Баркера, почалися значні розбіжності між собою, у центрі якого був ДеЛонг. Зрештою це призвело до розпаду гурту в 2005 році, про що було оголошено публіці як перерву на невизначений термін. У той час як Гоппус і Баркер продовжували співпрацювати, ДеЛонг розірвав усі зв'язки зі своїми колишніми товаришами по групі до 2008 року, коли Баркер потрапив у авіакатастрофу, в якій він став одним із двох тих, хто вижив. Зрештою тріо вирішило, що все ще хоче робити музику разом, і оголосило про повернення наступного року.
Делюкс-версія альбому під назвою One More Time… Part-2, вийде 6 вересня 2024 року.
Після возз'єднання група випустила альбом Neighborhoods у 2011 році та EP під назвою Dogs Eating Dogs у 2012 році Протягом цього часу ДеЛонг все більше і більше займався немузичною діяльністю, що зрештою призвело до його другого відходу з групи в 2015 році Однак Гоппус і Баркер вирішили цього разу залишити групу разом, залучивши вокаліста та гітариста Alkaline Trio Метта Скібу на місце ДеЛонга. Нова ітерація гурту виявилася популярною, отримавши другий альбом номер один (і перший за 15 років) у Billboard 200 і номінацію на Греммі за свій альбом California 2016 року. Гурт також виявився більш активним у цей час, випустивши свій восьмий студійний альбом Nine у 2019 році та активно гастролюючи того літа, святкуючи 20-ту річницю Enema of the State.
На початку 2021 року Хоппусу діагностували рідкісну форму лімфоми, і пізніше того ж року він пройшов інтенсивну хіміотерапію, щоб позбутися раку. Його діагноз спонукав до таємної зустрічі між ним, ДеЛонгом і Баркером, щоб знову зібратися та подолати старі суперечки, що зрештою призвело до повернення ДеЛонга в гурт. Скиба не знав про повернення Делонга, поки про це не було публічно оголошено у 2022 році, хоча він почав сумніватися, чи він досі в групі. Незважаючи на це, він продемонстрував хвилювання та вдячність за тріо, а також подякував фанатам за час, проведений у групі. ДеЛонг також приватно звернувся до нього в соціальних мережах, щоб подякувати Скібі за час, проведений з групою.

## Реліз альбому
Промо-цикл альбому розпочався з анонсу наступного світового турне гурту, а також возз'єднання з Делонгом. Новина про його повернення кружляла у фан-спільнотах кілька місяців, але офіційно була оголошена 11 жовтня 2022 року разом із новиною про те, що новий альбом перебуває в розробці. Пізніше того ж тижня вийшов перший сингл альбому «Edging», а також зросли продажі попередніх замовлень на вінілові версії альбому, хоча платівка не мала ні назви, ні дати релізу. «Edging» мав успіх у США; він став їхнім найдовшим хітом номер один в альтернативному чарті Billboard, а також найвищим синглом гурту в загальножанровому чарті Hot 100 за вісімнадцять років. Кліп на цю пісню також був номінований у категорії «Найкраще альтернативне відео» на MTV Video Music Awards 2023 року.
18 вересня 2023 року було офіційно оголошено назву альбому з датою виходу 20 жовтня 2023 року. Пізніше того ж тижня, 21 вересня 2023 року, вийшов заголовний трек альбому та «More Than You Know». Четвертий сингл, «Dance with Me», вийшов 5 жовтня 2023 року. П'ятий сингл під назвою «Fell in Love» вийшов 13 жовтня 2023 року, за ним послідував шостий сингл «You Don't Know What You've Got», який вийде 18 жовтня 2023 року.

## Список композицій
Всі композиції стилізовані під Caps Lock.
Автор музики і слів Mark Hoppus, Tom DeLonge, & Travis Barker, with additional songwriters listed.. 
| One More Time... track listing | One More Time... track listing   | One More Time... track listing | One More Time... track listing | One More Time... track listing |
| #                              | Назва                            | Автор                          | Lead vocals                    | Тривалість                     |
| ------------------------------ | -------------------------------- | ------------------------------ | ------------------------------ | ------------------------------ |
| 1.                             | «Anthem Part 3»                  | Aaron Rubin                    | DeLonge Hoppus                 | 3:33                           |
| 2.                             | «Dance with Me»                  | Rubin Nick Long Dan Book       | DeLonge Hoppus                 | 3:08                           |
| 3.                             | «Fell in Love»                   | Long Ryan Tedder Robert Smith  | DeLonge Hoppus                 | 2:18                           |
| 4.                             | «Terrified»                      | Long                           | DeLonge                        | 2:48                           |
| 5.                             | «One More Time»                  | Andrew Goldstein Gregory Hein  | DeLonge Hoppus                 | 3:28                           |
| 6.                             | «More Than You Know»             | Rubin Book                     | Hoppus DeLonge                 | 3:37                           |
| 7.                             | «Turn This Off!»                 | Brian Lee                      | DeLonge Hoppus                 | 0:24                           |
| 8.                             | «When We Were Young»             | Rubin Lee                      | DeLonge Hoppus                 | 2:41                           |
| 9.                             | «Edging»                         | Long Book                      | DeLonge Hoppus                 | 2:29                           |
| 10.                            | «You Don't Know What You've Got» | Long Michael Pollack           | Hoppus DeLonge                 | 3:19                           |
| 11.                            | «Blink Wave»                     | Rubin                          | Hoppus DeLonge                 | 3:08                           |
| 12.                            | «Bad News»                       | Long                           | Hoppus                         | 2:20                           |
| 13.                            | «Hurt (Interlude)»               |                                | DeLonge                        | 1:22                           |
| 14.                            | «Turpentine»                     | Rubin Book                     | DeLonge Hoppus                 | 3:05                           |
| 15.                            | «Fuck Face»                      | Tim Armstrong                  | Barker DeLonge                 | 0:27                           |
| 16.                            | «Other Side»                     | Book                           | Hoppus                         | 2:10                           |
| 17.                            | «Childhood»                      | Rubin Lee                      | Hoppus DeLonge                 | 4:19                           |
| 44:38                          |                                  |                                |                                |                                |

| Digital exclusive bonus tracks | Digital exclusive bonus tracks | Digital exclusive bonus tracks | Digital exclusive bonus tracks | Digital exclusive bonus tracks |
| #                              | Назва                          | Автор                          | Lead vocals                    | Тривалість                     |
| ------------------------------ | ------------------------------ | ------------------------------ | ------------------------------ | ------------------------------ |
| 18.                            | «Cut Me Off»                   | Tedder Goldstein Hein          | DeLonge Hoppus                 | 2:08                           |
| 19.                            | «See You»                      | Goldstein Hein                 | DeLonge Hoppus                 | 3:22                           |
| 50:08                          |                                |                                |                                |                                |

| One More Time... Part-2 bonus tracks | One More Time... Part-2 bonus tracks | One More Time... Part-2 bonus tracks | One More Time... Part-2 bonus tracks | One More Time... Part-2 bonus tracks |
| #                                    | Назва                                | Автор                                | Lead vocals                          | Тривалість                           |
| ------------------------------------ | ------------------------------------ | ------------------------------------ | ------------------------------------ | ------------------------------------ |
| 20.                                  | «No Fun»                             |                                      | DeLonge                              | 3:03                                 |
| 21.                                  | «All in My Head»                     | Rubin                                | Hoppus DeLonge                       | 2:43                                 |
| 22.                                  | «Can't Go Back»                      | Goldstein Hein                       | Hoppus DeLonge                       | 2:45                                 |
| 23.                                  | «Every Other Weekend»                | Long Goldstein Hein                  | Hoppus DeLonge                       | 2:45                                 |
| 24.                                  | «Everyone Everywhere»                |                                      | Hoppus DeLonge                       | 3:03                                 |
| 25.                                  | «If You Never Left»                  | Long Tommy English                   | Hoppus DeLonge                       | 2:59                                 |
| 26.                                  | «One Night Stand»                    | Rubin                                | Hoppus DeLonge                       | 3:35                                 |
| 27.                                  | «Take Me In»                         | Lee Long Nathan Perez                | DeLonge Hoppus                       | 3:39                                 |
| 74:40                                |                                      |                                      |                                      |                                      |

## Чарт
| Чарт (2023–24)                                     | Найвища позиція |
| -------------------------------------------------- | --------------- |
| Австралія Australian Albums (ARIA)                 | 2               |
| Австрія Austrian Albums (Ö3 Austria)               | 2               |
| Бельгія Belgian Albums (Ultratop Flanders)         | 3               |
| Бельгія Belgian Albums (Ultratop Wallonia)         | 5               |
| Канада Canadian Albums (Billboard)                 | 2               |
| Чехія Czech Albums (ČNS IFPI)                      | 15              |
| Нідерланди Dutch Albums (MegaCharts)               | 6               |
| Фінляндія Finnish Albums (Suomen virallinen lista) | 23              |
| Франція French Albums (SNEP)                       | 10              |
| Німеччина German Albums (Offizielle Top 100)       | 2               |
| Greek Albums (IFPI)                                | 70              |
| Угорщина Hungarian Albums (MAHASZ)                 | 31              |
| Ірландія Irish Albums (OCC)                        | 3               |
| Italian Albums (FIMI)                              | 3               |
| Японія Japanese Albums (Oricon)                    | 38              |
| Japanese Digital Albums (Oricon)                   | 11              |
| Japanese Hot Albums (Billboard Japan)              | 37              |
| New Zealand Albums (RMNZ)                          | 5               |
| Норвегія Norwegian Albums (VG-lista)               | 31              |
| 51                                                 |                 |
| Португалія Portuguese Albums (AFP)                 | 3               |
| Шотландія Scottish Albums (OCC)                    | 3               |
| Slovak Albums (ČNS IFPI)                           | 36              |
| Іспанія Spanish Albums (PROMUSICAE)                | 16              |
| Швеція Swedish Albums (Sverigetopplistan)          | 43              |
| Швейцарія Swiss Albums (Schweizer Hitparade)       | 2               |
| Велика Британія UK Albums (OCC)                    | 2               |
| Велика Британія UK Rock & Metal Albums (OCC)       | 1               |
| США Billboard 200                                  | 1               |
| США Top Alternative Albums (Billboard)             | 1               |
| США Top Tastemaker Albums (Billboard)              | 2               |
| США Digital Albums (Billboard)                     | 1               |
| США Top Rock Albums (Billboard)                    | 1               |

| Чарт (2023)           | Позиція |
| --------------------- | ------- |
| UK Vinyl Albums (OCC) | 34      |

| Чарт (2024)                            | Позиція |
| -------------------------------------- | ------- |
| US Top Album Sales (Billboard)         | 45      |
| US Top Current Album Sales (Billboard) | 38      |
| US Top Rock Albums (Billboard)         | 58      |

## Сертифікації
| Регіон                                                      | Сертифікація | Продажі |
| ----------------------------------------------------------- | ------------ | ------- |
| Канада (Music Canada)                                       | Золотий      | 40 000  |
| Велика Британія (BPI)                                       | Срібний      | 60 000  |
| продажі+прослуховування, що базуються лише на сертифікаціях |              |         |

## Нотатки
1. ↑  Inserted between "Other Side" and "Childhood", with the latter listed as track 19.